# Blåvand Redningsstation
Blåvand Redningsstation var en dansk sjöräddningsstation, som inrättades 1852 i Blåvand i Varde kommun av Det Nørrejydske Redningsvæsen som en av Danmarks första sjöräddningsstationer.
Blåvand Redningsstation var Danmarks sydligaste sjöräddningsstation fram till 1862, då Rindby Redningsstation inrättades på Fanø i Vadehavet. Den var från början utrustad med både räddningsbåt och raketapparat. Båten drogs in 1963. 
Blåvand Redningsstation hade två bistationer. Blåbandshuk Redningsstation inrättades 1902 som en bistation med enbart en räddningsbåt, vilken bemannades med samma manskap som den i huvudstationen i Blåvand. Svenska Knolde Redningsstation på Skallingen inrättades 1877 som en bistation med enbart räddningsbåt, men med egen besättning av sjöräddare. Den var i drift till 1944.
Båthuset på Fyrvej 27 har bevarats. Museet ingår i Vardemuseerne och inrymmer en fullt utrustad räddningsbåt, en raketapparat samt annan räddningsutrustning.